# Feuerwehr in Georgien

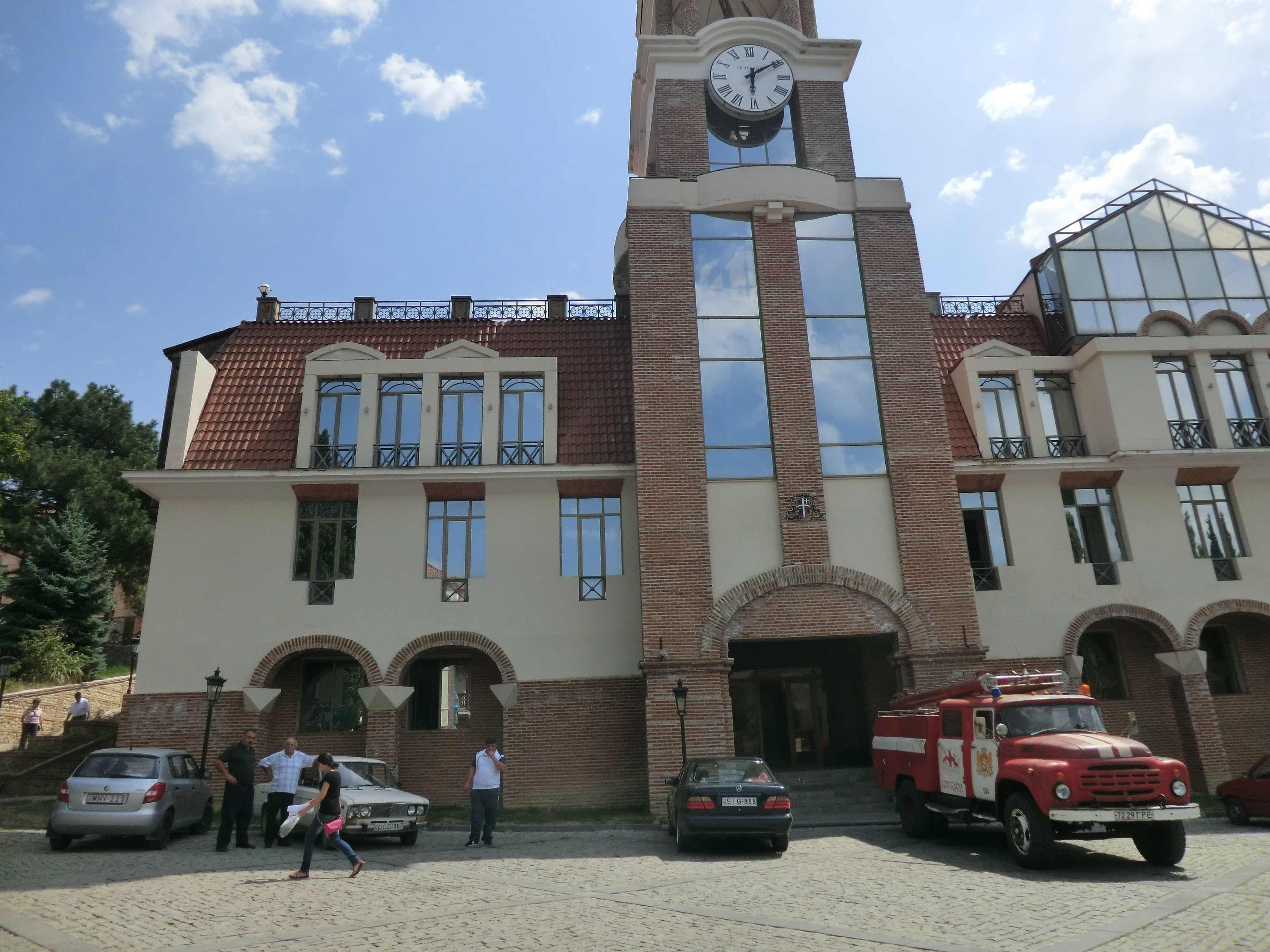
Feuerwehrfahrzeug in der Stadt Sighnaghi 2012

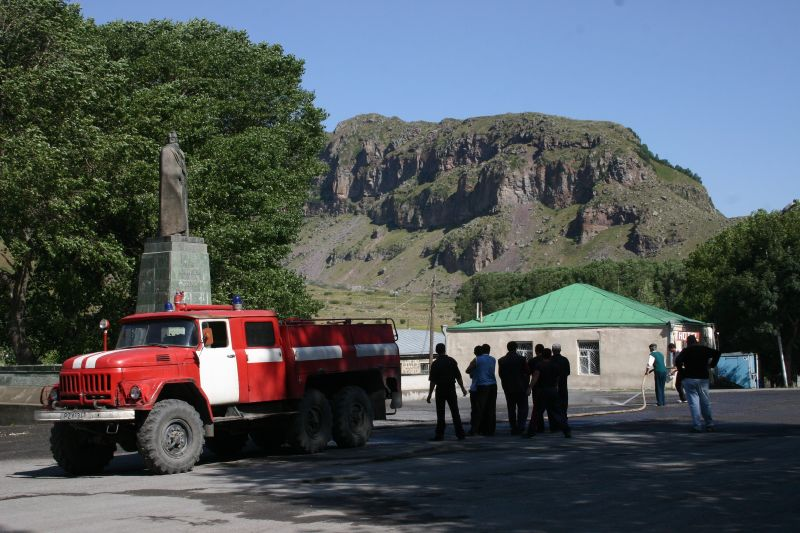
Feuerwehrfahrzeug in der Stadt Stepanzminda 2006

Die Feuerwehr in Georgien besteht aus rund 5100 Berufsfeuerwehrleuten. Freiwillige Feuerwehrleute gibt es in Georgien nicht.

## Allgemeines
In Georgien bestehen 119 Feuerwachen und Feuerwehrhäuser, in denen 200 Löschfahrzeuge und 15 Drehleitern bzw. Teleskopmaste für Feuerwehreinsätze bereitstehen. Insgesamt sind 5128 Berufsfeuerwehrleute im Feuerwehrwesen tätig.

## Außergewöhnliche Brandereignisse
Bei einem Hotelbrand im November 2017 in der georgischen Hafenstadt Batumi am Schwarzen Meer waren mindestens elf Menschen ums Leben gekommen. Außerdem wurden 21 Personen mit teils schweren Verletzungen in Kliniken gebracht. An den Löscharbeiten waren laut Innenministerium mehr als 100 Feuerwehrleute beteiligt. Starke Rauchentwicklung hatte die Evakuierung des 22-stöckigen Hochhauses enorm erschwert. Beim Bau des Hotels gab es offenbar Verstöße gegen Brandschutzbestimmungen. So soll es am Gebäude keine Feuertreppen gegeben haben.
Im Februar 2018 hatte ein Großbrand hat in der Hauptstadt Tiflis ein mehrstöckiges Einkaufszentrum erfasst. Alle Feuerwehren der georgischen Hauptstadt waren im Einsatz, um den Brand unter Kontrolle zu bringen. Das Feuer war aus unbekannter Ursache in den oberen Etagen ausgebrochen. Offenbar war niemand verletzt worden.

## Feuerwehrorganisation
Die nationale Feuerwehrorganisation im Innenministerium საგანგებო სიტუაციების მართვის repräsentiert die georgischen Feuerwehren.
Dieser Notfallmanagementdienst ist eine Unterabteilung des georgischen Innenministeriums, das im Rahmen seiner Befugnisse nach georgischem Recht die Verhütung von Notfallsituationen, die Vorbereitung eines einheitlichen Systems, die Notfallmaßnahmen und die Wiederherstellung von Notfallzonen sicherstellt. Im Notfall ist der Dienst die Haupteinsatzstelle, die die Aktivitäten aller Regierungsbehörden koordiniert. Es integriert sich funktional in den Feuerwehrdienst. Darüber hinaus bietet es im Land chemische, biologische, radiologische und nukleare Sicherheit (ABC-Schutz).